# Embedslæge
En embedslæge var tidligere en læge, der ydede rådgivning til offentlige myndigheder på forskellige områder såsom offentlig sundhed, smitsomme sygdomme og social- og miljømedicin, rådgivning af politiet, udførelse af retslægelige ligsyn, tilsyn med sundhedspersonale f.eks. ved misbrug af alkohol eller afhængighedsskabende lægemidler samt tilsyn med sundhedspersoners faglige standard. Siden 2002 førte embedslægen desuden tilsyn med plejehjem m.v. 
Embedslægefunktionen blev nedlagt ved lov den 1. juli 2016. Alle de tidligere embedslægers opgaver beskrevet ovenfor udføres nu af læger i Styrelsen for Patientsikkerhed  og er blevet erstattet af Tilsyn og Rådgivning under Styrelsen for Patientsikkerhed.
Der findes en lignende funktion på Færøerne, som kaldes Landslægen (Landslæknin). Denne er en dansk institution under Styrelsen for Patientsikkerhed. Landslægen følger dog færøsk lovgivning.